# برونوين توماس
برونوين توماس هي متزحلقة حرة كندية، ولدت في 17 مارس 1969 في ريتشموند في كندا.

## وصلات خارجية
- برونوين توماس على موقع الاتحاد الدولي للتزلج (التزلج الحر) (الإنجليزية)
- برونوين توماس على موقع أوليمبيديا (الإنجليزية)